# Longueau

Longueau este o comună în departamentul Somme, Franța. În 1 ianuarie 2022 avea o populație de 5.726 de locuitori.